# ラス・コレー地区
ラス・コレー地区 (Las Khorey District, ソマリ語: Degmada Laasqoray) はソマリランドがサナーグ地域に設けた行政地区。中心都市はラス・コレー。ただし実質的にはほとんどの領域がプントランドの支配下にあるか、あるいはソマリランド、プントランドのどちらからも独立している。

## 主な都市
- ラス・コレー - 中心都市。海岸沿いにあり、ソマリランド、プントランドどちらの支配も薄い。
- エルブー - 近年はプントランド寄り。
- ダハール - プントランドが支配している。
- エル・アヨ - プントランド海事警察隊の基地がある。
- ブラーン - プントランド寄り。
- ハバルシロ
- Mindigale
- Laako